# Thanh Mai, Thanh Chương
Thanh Mai là một xã thuộc huyện Thanh Chương, tỉnh Nghệ An, Việt Nam.
Xã Thanh Mai có diện tích 44,26 km², dân số năm 1999 là 6537 người, mật độ dân số đạt 148 người/km².